# Ville Vähämäki
Ville Petteri Vähämäki, född 30 mars 1979 i Vetil, är en finländsk politiker (sannfinländare). Han är ledamot av Finlands riksdag sedan 2011.
Vähämäki omvaldes i riksdagen i riksdagsvalet 2015 med 3 798 röster från Uleåborgs valkrets.

## Utmärkelser
- Riddartecknet av I klass av Finlands Lejons orden[5]

[Redigera Wikidata]